# Демиурги II
| Сводный рейтинг       | Сводный рейтинг     |
| Агрегатор             | Оценка              |
| --------------------- | ------------------- |
| GameRankings          | 74,27 %             |
| Metacritic            | 78/100 (17 обзоров) |
| MobyRank              | 73/100              |
| Иноязычные издания    |                     |
| Издание               | Оценка              |
| 1UP.com               | B-                  |
| AllGame               | [ 8 ]               |
| CVG                   | 7/10                |
| GameSpot              | 8/10                |
| GameSpy               | [ 11 ]              |
| IGN                   | 8/10                |
| Русскоязычные издания |                     |
| Издание               | Оценка              |
| Absolute Games        | 65 %                |
| PlayGround.ru         | 8,5/10              |
| «Домашний ПК»         | [ 15 ]              |
| «Игромания»           | 7,5/10              |
| «ЛКИ»                 | 80 %                |
| Награды               |                     |
| Издание               | Награда             |
| PlayGround            | Выбор редакции      |
| ЛКИ                   | Орден журнала       |

«Демиурги II» — полностью трёхмерная компьютерная игра в жанрах пошаговая стратегия и коллекционная карточная игра, продолжение игры «Демиурги», разработанная компанией Nival Interactive и изданная компанией 1С в октябре 2003 года под Windows. Игра сочетает идеи, почерпнутые из серии компьютерных игр Heroes of Might and Magic (в части тактического режима вне битв) и её предшественницы King’s Bounty, а также настольной карточной игры Magic: The Gathering (в части дуэлей). На Западе игра издавалась под названием Etherlords 2.

## Общая информация
Сеттинг игры — фэнтези. В вымышленном мире имеет место конфликт четырёх рас или сторон: виталы (зелёный цвет, жизнь и природа), хаоты (красный цвет, хаос и огонь), кинеты (синий цвет, движение и вода), синтеты (чёрный цвет, смерть и техника).
В начале игры игроку даются на выбор две кампании для прохождения — кампания за Виталов и кампания за Хаотов. Выбор первой кампании определяет, какая кампания будет доступна игроку следующей. За кампанией Хаотов следует кампания Кинетов, а за Витальской — Синтетская, то есть прохождение игры идёт по двум ветвям. После того, как игрок пройдёт две первых кампании, ему будет представлена третья, общая для обеих ветвей — за Диаманду, но при этом набор карт Диаманды отличается в зависимости от того, после каких двух кампаний игрок дошёл до Диаманды. Все три кампании предлагают очень разносторонний взгляд на происходящие события, повороты сюжета очень неожиданные, и реальную картину происходящего игроку удастся увидеть только закончив все три кампании. Интересная особенность кампаний заключается в том, что они идут не в хронологическом порядке. Например, кампания Синтетов, которая следует за кампанией Виталов, хронологически предшествует ей. Вся история новой части Демиургов крутится вокруг воскрешённой героини кинетов Диаманды и возникновения таинственных бледных тварей. Мир Эфира в опасности, которая исходит от Белого Лорда (выборы которого были основой сюжета первых Демиургов), того, кто воскресил Диаманду и привел в мир бледных существ.

## Геймплей
Геймплей игры состоит из двух режимов: стратегического режима и режима сражений.

### Ролевой режим
Стратегический режим игры, имевшийся в первых Демиургах, претерпел ряд существенных изменений по сравнению с первой частью, превратившись в ролевой режим с элементами стратегии, аналогичный King’s Bounty. Так например, больше нет никаких замков и глобальных заклинаний, ресурсов осталось всего три, и у игрока имеется только один главный герой, который проходит с ним всю кампанию, а набранный им опыт, умения, заклинания и руны сохранятся и переходят из миссии в миссию. Теперь игроку просто придётся перемещаться по карте, выполнять задания встречаемых на пути персонажей (теперь с ними можно будет беседовать), собирать полезные предметы и заклинания и даже плавать на кораблях. Если первые Демиурги были пошаговой стратегией, внешне напоминающей серию игр Heroes of Might & Magic (при глубоких отличиях в игровой механике), то вторые — это ролевая игра с упором на магические сражения, похожая на King’s Bounty.

### Режим сражений
Этот режим почти не изменился по сравнению с первой частью. Призывая существ себе на помощь, используя заклинания для манипуляции реальностью, соперники преследуют цель выжить самим, и нанесением так или иначе урона магу-оппоненту снизить его здоровье до нуля.
За победы в дуэлях герои получают опыт, необходимый для повышения уровня героев. С уровнями герои получают специальные способности и более быстрый прирост магических энергий в дуэлях.
Участники дуэли имеют колоду карт, отображающую запас их магической мощи. Использование карты означает сотворение соответствующего заклинания. Соответствующая колода карт значительно ограничена у нейтральных монстров, играющих роль «мяса» для прокачки героев или роль преград в проходах, у каких-то мест и объектов.
Ассортимент доступных заклинаний эксклюзивен для каждой из сторон. Первоначально герои вооружены набором так называемых примитивных заклинаний. Продвинутые заклинания необходимо покупать в соответствующих лабораториях. Покупки требуют ресурсов, разбросанных по карте и производящихся соответствующими шахтами, которые можно захватывать. Полезные заклинания также можно получить после победы над каким-нибудь монстром. Первоначально каждое заклинание можно использовать в бою всего один раз, но, изучив соответствующие умение, герой сможет использовать заклинания до 7 раз.
В режиме сражений по сравнению с первыми Демиургами есть несколько изменений в инвентаре героя и заклинаниях. Теперь у персонажа имеется неограниченный инвентарь, в котором хранятся все найденные или купленные им в лавке заклинания, а также «активная колода», то есть набор заклинаний, с которым он пойдет в бой. Также герой может менять специализацию по ходу игры.
Некоторые заклинания претерпели ряд изменений, плюс в игру были добавлены новые заклинания и создания из нового класса магии, так называемой «бесцветной». Главное отличие «бесцветных» созданий от «цветных» заключается в том, что бесцветное не может вступить в бой, пока оно не будет приведено из «бледного» мира в «реальный». Проще говоря, призвав бесцветного монстра на поле боя, игрок должен выполнить кое-какие требования, чтобы он начал сражаться полноценно. Однако некоторые бесцветные создания могут использовать свои способности, даже находясь в бледной форме. Режим боя остался прежним, за исключением того, что эфирное возмущение усиливается не линейно, а по более сложному закону (1, 2, 3, 5, 11, 17, 25, 38, 57, 86 и т. д.).
В версии 1.03 второй игрок на первом ходу кроме дополнительного заклинания получает дополнительную единицу эфира. Также патч вносит ряд существенных изменений в заклинания. Кроме того, после этого патча баланс в кампании нарушился, и игра в неё на высшем уровне сложности стала настоящим испытанием для игроков.

## Проблемы с совместимостью
К сожалению, игра не запускается на современных системах. Единственная причина этого — устаревшая версия защиты StarForce, которая не поддается обновлению. Поклонники игры часто обращаются к Nival с просьбой снять защиту или даже переиздать с обновленной, но до настоящего момента все обращения игнорируются, потому нередко использование сторонних патчей, отменяющих защиту StarForce.
Проблема была решена силами сторонних разработчиков, собравших специальную сборку, работающую под Windows 7.
В феврале 2014 года в Steam состоялся релиз Демиурги I и Демиурги II. Одним из нововведений стало отсутствие защиты StarForce.

## Музыка
Судя по конечным титрам, композитор — Андрей «Архонт» Федоренко. Основатель группы Archontes.